# بوشنگانه (راچا)
بوشنگانه (به صربی: Bošnjane) یک منطقهٔ مسکونی در صربستان است که در راچا واقع شده‌است. بوشنگانه در سال (۲۰۰۲) ۵۵۹  نفر جمعیت داشت.